# Река
Река (ијек. ријека) велики је природни водоток, који сачињавају усечено корито и водена маса која се у њему креће од извора до ушћа у другу реку, језеро или море. Реке примају воду од притока и подземних токова и тако се "хране". Проучавањем река и речних токова бави се засебна наука — потамологија, док лимнологија генерално изучава воду у унутрашњости копнених области.
У неким случајевима река тече у подземље и исушује се на крају свог тока без досезања до неког другог тела воде. Мале реке се обично називају потоцима. Не постоји званична дефиниција за генерички термин реке у смислу географских својстава, мада је у неким земљама или заједницама поток дефинисан по његовој величини. Многа имена за мале реке су специфична за географске локације. Понекад се река дефинише као водени ток који је већи од потока, мада то није увек случај, јер језик може да буде нејасан.
Реке су део хидролошког циклуса. Вода се генерално сакупља у рекама из преципитације кроз дренажни басин из површинских токова и других извора као што су обновљена подземна вода, извори, и испуштања воде задржане у природном леду и накупинама снега (нпр., из глечера).

## Топографија
Место на којем река почиње да тече назива се извор. Најмањи водоток назива се цурац и он представља водени млаз који се креће кроз ерозионе бразде на неком нагнутом терену. Знатно већи је поточић, чијим спајањем са другим поточићима настаје поток. Два или више потока сачињавају речицу. Река, као највећи водоток настаје спајањем поточића, потока и речица, а у крашким теренима и од воде из врела.
Река обично почиње на неколико извора, следи свој курс и завршава се у ушћу или ушћима. Вода је у реци обично ограничена каналом, који се састоји од речног корита смештеног између обала. Код већих река обично постоји и шире поплавно подручје обликовано поплавним-водама при преоптерећењу канала. Поплавна подручја могу да буду веома широка у односу величину речног канала. Ова разлика између речног канала и плавне равнице може да буде замагљена, посебно у урбаним подручјима где поплавна подручја речног канала могу да буду у великој мери развијена у стамбене и индустријске области.
Реке могу да теку низ планине, кроз долине (депресије) или дуж равница, и могу да креирају кањоне или клисуре.
Термин узводно се односи на смер ка извору реке, тј. насупрот смеру протока. Слично томе, термин низводно описује правац ка ушћу реке, у коме струја иде.
Термин лева обала се односу обалу са леве стране у гледано у смеру протока реке, док је на супротној страни десна обала.
Речни канал типично садржи један ток воде, мада неке реке теку као неколико међусобно повезаних токова воде, формирајући испреплетану реку. Екстензивно испреплетане реке су у данашње време присутне у само неколико региона у свету, као што је Јужно острво Новог Зеланда. Оне се исто тако јављају на пенепленовима и у ушћима неких већих река. Анастомозне реке су сличне испреплетаним и веома су ретке. Оне имају вишеструке синусоидне канале и носе велике количине седимента. Постоје ретки случајеви речне бифуркације при чему се река дели и резултантни токови завршавају у различитим морима. Пример тога је бифуркација реке Неродимке на Косову.
Река која следи свој канал је извор енергије који делује на речни канал и обликује његов облик и форму. Године 1757, немачки хидролог Алберт Брахмс је емпиријски уочио да је потопљена тежина објеката који могу да буду ношени реком пропорционална шестом степену брзине речног протока. Ова формулација се понекад назива Еријевим законом. Стога, ако се брзина удвостручи, проток ће уклонити објекте са 64 пута већом потопљеном тежином. У планинским бујичним зонама ово се може уочити у виду ерозионих канала кроз тврде стене и стварања песка и шљунка од деструкције већих стена. Речна долина која је створена из ледњачке долине у облику слова „U“, често се лако може идентификовати по каналу у облику слова „V“ који је река уклесала. У средишњим деловима где река протиче преко равног земљишта, меандер се може формирати путем ерозије речних обала и депозиције на унутрашњости кривина. Понекад река прекида петљу, скраћујући канал и формирајући мртвају или билабонг. Реке које носе велике количине седимента могу да развију упечатљиве делте на свом ушћу. Реке чија су ушћа у сланој осечног води могу да формирају естуаре.
Дуж тока реке, укупна запремина воде која се транспортује низводно често ће бити комбинација слободног протока воде заједно са знатним запремином која тече кроз подземно камење и шљунак који се налази испод реке и њеног поплавног подручја (што се назива хирорхејском зоном). За многе реке у великим долинама, ова невидљива компонента тока може знатно премашити видљиви ток.

### Подземни токови
Већина, али не и све реке, теку на површини. Подземна река тече под земљом у пећинама или кавернама. Такве реке често се налазе у регијама са кречњачким геолошким формацијама. Подглацијални токови су испреплетане реке које теку на кориту глечера и ледених плоча, омогућавајући истопљеној води да буде испуштена из леденика. Због градијента притиска произведеног тежином леденика који лежи над њима, такви токови могу чак ићи узбрдо.

### Трајност тока
Повремена река (или ефемерална река) само повремено тече и може да пресуши по више година. Ове реке се налазе у регионима са ограниченим или високо варијабилним падавинама, или се могу јавити због геолошких околности као што је високо порозно речно корито. Неке ефемерне реке теку током летњих месеци али не зими. Такве се реке типично напајају из кредних аквифера који се опскрбљују зимским падавинама. У Енглеској се такве реке називају борнс и по њима су названа места као што су Борнмут и Истборн. Чак и у влажним регионима, локација где ток почиње у најмањим притокама генерално се помера навише у одговору на преципитацију и наниже у њеном одсуству, или кад активна летња вегетација преусмери воду Евапотранспирацијом.
Вода из растопљених падавина из великих градоносних олуја може да креира ледени муљ од воде, града и песка и земљишта, формирајући привремене реке.

## Типови речних токова
Водотоци се у зависности од особености географске средине могу поделити на следеће четири групе:
- Стални водотоци — јављају се у областима где је износ укупног протицања воде у кориту већи од свих губитака. За њихово образовање потребна је годишња висина падавина од преко 250 mm (умерени предели), 500 mm (суптропски предели), односно више од 1.000 mm.
- Периодични водотоци — јављају се у областима где режим падавина омогућује само у одређеном периоду године већи протицај од губитака. Овакви токови се у народу називају: сушице, суваје, речине и рекавице, а у Италији су у употреби називи — торенте и фиумаре. Периодични водотоци су карактеристични за степе.
- Повремене водотоци — јављају се у сушним пределима где је само у изузетним приликама притицање веће од губитака. Карактеристични су за пустињске пределе, а називају се вади (Азија, Африка) и крикс (Америка, Аустралија).
- Понорнице или пониквице су посебан тип водотока. Јављају се у крашким пределима и њихови токови се губе у понорима. Вода понорница се најчешће јавља у виду врела у другим долинама.

## Елементи речног тока
Место одакле почиње водоток назива се извор или глава реке. Извор може бити врело, језеро, мочвара или ледник. Ако река настаје од два водотока (саставнице) онда се место њиховог састајања назива суток, који се сматра за почетак тог тока. У потамологији се у оваквом случају за извор узима глава дуже саставнице (нпр. за Дрину то је Тара, јер је дужа од Пиве).
Место где се река улива у неку другу реку, језеро, море или океан назива се ушће. Суток је назив за место спајања две веће реке, док се у случају два већа потока оно назива става. Посебни облици ушћа су делте које настају таложењем речног наноса и стварањем више рукаваца, а могу се поделити на: истурене (Нил, Дунав), прстасте (Мисисипи), кљунасте (Тибар), удвојене-сложене (Ганг и Брамапутра). Посебан тип ушћа су и естуари, који настају на местима где су велике разлике између плиме и осеке.
Растојање између извора и ушћа назива се дужина водотока (L) и изражава се у километрима. Најмања могућа дужина (Lmin) реке је права линија која спаја њен почетак и крај. Поређењем, тј. дељењем ова два податка добија се коефицијент развитка речног тока (K).
Укупан пад (h) реке представља висинску разлику између коте извора и коте ушћа и изражава се у метрима. Просечна пад (Ј) је однос између укупног пада и дужине водотока и изражава се у m/km, тј. у промилима. Збир свих падова на реци назива се уздужни речни профил'. На још неразвијеним водотоцима где су падови неусаглашени јављају се брзаци, слапови и водопади.

## Речни систем и речна мрежа
Главна река са свим својим притокама сачињава речни систем. Класификацијом речних система бавили су се Гравелијус, Р. Хортон, Шталер и Шреве.
Све реке у оквиру неке регије, територије, државе или континента чине речну мрежу, која је део хидрографске мреже у коју улазе још и сва језера, мочваре и ледници.
Густина речене мреже (D) представља однос између укупне дужине свих водотока (ΣL) и површине слива. Честина водотока је однос између броја река (N) и површине речног слива (F).

### Типови речне мреже
Постоји неколико типова речне мреже чији изглед зависи од бројних фактора:
- Дендроидни тип — подсећа на стабло са гранама и јавља се у хоризонталним теренима;
- Правоугли тип — развија се дуж тектонских раседа под угловима од скоро 90°;
- Решеткасти тип — чини га више скоро паралелних токова са притокама, карактеристичан за постплеистоцене пределе;
- Радијални тип — развија се око узвишења, где се налази извор, а затим се реке разилазе са падина;
- Центрипетални тип — карактеристичан је за вулканске калдере, где се сви токови уливају у формирано језеро.

## Развође и вододелница
Узвишење које дели све воде излучене у облику падавина и усмерава их да се сливају у различите реке, мора, језера или океане назива се развође. Постоји неколико типова развођа:
- Главно развође Земље (светско развође) — представља узвишења са којих се воде сливају у Атлантски океан, са једне, Тихи и Индијски океан са дуге и Северни Ледени океан са треће стране;
- Океанска (морска) развођа — су узвишења која раздвајају отицања између два мора или океана;
- Речна развођа — узвишења која деле падавинске воде између два и више речних система.

Ако се воде одливају у неко језеро унутар континената (Каспијско, Аралско), онда се ту ради о унутрашњем тј. егзотеричном одводњавању. Вододелница је геометријски појам и често се поистовећује са развођем, што није тачно. Она је заправо линија која спаја највише тачке на развођу и одређује се на топографским картама.

## Бифуркација
Појава да се ток реке рачва у два слива, тј. да је развође у толикој мери неодређено да се воде одливају у два различита хидрографска система, назива се бифуркација'. Најбољи пример за бифуркацију је река Касикијара, у сливу Оринока, док је код нас то Неродимка, која је ипак вештачки направљена. У Македонији су направљене два вештачка рачвања — река Радика и Мутница. Посебан тип рачвања представља и језерска бифуркација која је својствена за Мазурско појезерје у Пољској и Велико језеро у Лици, где се воде сливају у два слива.
Такође, у крашким теренима је својствена и подземна бифуркација. Таква је Требишњица у Поповом пољу и Дунав код Имендингена и Мерингена, где понире на дужини од 8 km и један део се јавља у врелима реке Аах, притоци Боденског језера.

## Речни слив
Површина копна, ограничена вододелницом у оквиру које све падавине отичу неким речним системом у језеро, море, океан или неку другу реку, назива се речни слив. Мерење површине слива (F) на картама врши се планиметром. Дужина слива ({\displaystyle L_{s}\,}) се такође одређује мерењем на карти на два начина — дужином праве (за елипсоидне сливове) и дужином медијане (за неправилне сливове). Однос површине и дужине слива назива се просечна ширина слива.
За прецизније податке о неком сливу приступа се израчунавању бројних коефицијената — асиметрија слива ({\displaystyle k_{a}\,}), пуноћа слива ({\displaystyle k_{p}\,}), пошумљеност слива ({\displaystyle k_{s}\,}) и др.

## Речна долина
Долина је дуго и релативно уско и кривудаво удубљење у копну са падом према који је усмерен ка изласку у неку другу долину. Свака долина се састоји из следећих елемената:
- страна долине — обично је конкавна, али може бити и конвексна (код планинских потока). На њеним странама могу се наћи речне терасе, благо нагнуте у правцу тока. Могу бити ерозионе и акумулационе, а најнижа тераса која река најчешће плави се назива алувијална тераса.
- дно долине — чине је долинска раван изнад које се издиже најнижа тераса. Најнижи део долинске равни је алувијална раван, у народу позната и као полој.
- речно корито — усечено је у алувијалној равни и према изгледу подсећа на умањену речну долину. Речно корито има своју леву и десну обалу, која се одређује од извора према ушћу, простор удаљен од реке налази се са леве или десне стране реке.

### Типови долина
Према дубини усецања, положају и другим морфолошким одликама разликујемо следеће типове долина:
- теснац или пукотина — настаје вертикалном ерозијом, врхови им се често надносе над реком. Настају у отпорним стенама, код нас је пример за то теснац Звоначке реке.
- кањон — речна долина, чија је дубина већа од половине распона (распон речне долине је растојање између две локалне вододелнице) (Кањон реке Колорадо);
- клисура — речна долина, чија је дубина приближно једнака половини распона;
- нормална долина — речна долина чија је дубина знатно мања од половине распона. Имају мале падове, плитке су и простране (Тиса, Сава).

### Речно корито
Речно корито је усечено у алувијалној равни, или у долинском дну (ако нема алувијалне равни). Оно представља жлеб којим протиче водена маса. Речно корито својим изгледом подсећа на умањену долину - има своје стране, обале и дно.
Корито се састоји из више дубљих и плићих делова. Та удубљења се најчешће налазе на конкавним обалама и називају се ходови. Формирају се радом бочне ерозије. Са друге стране материјал се таложи на супротној конвексној страни у виду спрудова. Наизменичним радом и померањем ходова и спрудова формирају се меандри, тј. речне окуке. Између једног и другог меандра у кориту се формирају шљунковите и пешчане косе. Оне су по правилу најплићи делови речног корита, и ту је река најпогоднија за прелазак са обале на обалу.
У кориту реке формира се неколико акумулативних облика рељефа, а то су греде, дине и мангуре.
- Греде су акумулације пешчаног наноса које мењају свој облик под утицајем речног тока и премештају се низводно. Пружају се од једне до друге обале и њихова дужина веће ај од ширине тока.
- Дине су такође подводне акумулације песка, али мање од греда. Покретљивије су и имају лучни облик. Низводна страна је стрмија од узводне. Најчешће димензије дина су до једног метра у висину и 6–8 m у дужину.
- Мангуре су секундарне пешчане акумулације на самим динама и гредама. Нису више од 15–30 cm, а дужина им је максимално један метар. Када се протицај смањи и ниво реке опадне мангуре се губе и нестају.

## Најдуже реке на свету
| бр. | река                               | дужина у km | површина слива у хиљ. km² | средњи проток на ушћу у хиљ. m³/s | максимални проток на ушћу у хиљ. m³/s |
| --- | ---------------------------------- | ----------- | ------------------------- | --------------------------------- | ------------------------------------- |
| 1   | Амазон (са Укајалијем)             | 7100        | 5965                      | 120,00                            | 360,00                                |
| 2   | Нил                                | 6671        | 2870                      | 2,30                              | 6,40                                  |
| 3   | Јангцекјанг                        | 6300        | 1818                      | 34,00                             | 90,20                                 |
| 4   | Мисисипи - Мисури                  | 5969        | 3229                      | 19,00                             | 59,00                                 |
| 5   | Хоангхо                            | 5464        | 752                       | 1,50                              | 22,00                                 |
| 6   | Об (са Иртишом)                    | 5410        | 2990                      | 12,70                             | 43,00                                 |
| 7   | Парана                             | 4380        | 2970                      | 15,00                             | 65,00                                 |
| 8   | Меконг                             | 4500        | 810                       | 12,00                             | 30,00                                 |
| 9   | Амур (са Аргуном)                  | 4440        | 1855                      | 10,90                             | 40,00                                 |
| 10  | Лена                               | 4400        | 2490                      | 17,00                             | 200,00                                |
| 11  | Конго (са Луалабом)                | 4320        | 3691                      | 40,00                             | 75,00                                 |
| 12  | Макензи (са Пис Ривером)           | 4240        | 1760                      | 14,00                             |                                       |
| 13  | Нигер                              | 4160        | 2092                      | 12,00                             | 35,00                                 |
| 14  | Јенисеј (од извора Малог Јенисеја) | 4102        | 2580                      | 19,80                             | 154,00                                |
| 15  | Волга                              | 3530        | 1360                      | 7,70                              | 52,00                                 |
| 16  | Инд                                | 3180        | 960                       | 3,80                              | 30,00                                 |
| 17  | Јукон                              | 3180        | 900                       | 6,30                              |                                       |
| 18  | Дунав                              | 2850        | 817                       | 6,40                              | 20,00                                 |
| 19  | Ориноко                            | 2730        | 994                       | 29,00                             | 55,00                                 |
| 20  | Ганг (са Брамапутром)              | 2700        | 2055                      | 38,00                             |                                       |
| 21  | Замбези                            | 2660        | 1330                      | 16,00                             |                                       |